# 小町谷操三
小町谷 操三（こまちや そうぞう、1893年1月1日 - 1979年1月5日）は、日本の商法学者。専門は海商法。学位は法学博士（東京帝国大学）。東北大学名誉教授。

## 来歴
長野県出身。旧制第二高等学校を経て、1917年（大正6年）東京帝国大学法科卒業。東京地方裁判所判事を経て欧米各国に留学し帰国。1924年（大正13年）東北帝国大学教授。1929年（昭和4年）法学博士（東京帝国大学）。第二次世界大戦後は東北大学教授、1956年まで務め名誉教授。退官後は法政大学、次いで愛知学院大学で教授を務める。戦前に旧法制審議会幹事、戦後に法制審議会商法部会委員を務めた。
二高時代には阿波研造の下で弓道を嗜み、東北帝大教授時代には、『弓と禅』で知られるオイゲン・ヘリゲルと阿波の通訳を務めた。
1950年（昭和25年）、日本学士院（当時の第一部人文科学部門）会員になる。同年12月13日には、第一部の新会員一同とともに昭和天皇から皇居に招かれ午餐を陪食した
1970年（昭和45年）1月7日には、講書始の儀に招かれ「共同海損制度の基本観念」を講義した。墓所は多磨霊園。

## 栄典
- 1940年（昭和15年）3月13日 -  勲三等瑞宝章[6]
- 1966年（昭和41年）4月29日 - 勲二等瑞宝章[7]
- 1979年（昭和54年）1月5日 - 従三位、勲二等旭日重光章[8]

## 主な著作
- 『貨幣価値の変動と契約』有斐閣、1925年
- 『海商法研究』全8巻、有斐閣、1931-74年、成山堂書店、1984年
  - 『海事条約の研究』（海商法研究；第7巻）損害保険事業研究所、1969年
  - 『保険法の諸問題』（海商法研究；第8巻）有斐閣、1974年
- 『統一船荷証券法論』岩波書店、1932年
  - 『統一船荷証券法論（及び国際海上物品運送法注釈）』勁草書房、1958年
- 『海商法要義』上巻、中巻（第1-2）、下巻（第1-9）、岩波書店、1932-68年
- 『商行為法論』有斐閣、1943年
- 『商法講義』全4巻、有斐閣、1944-45年
- 『海上売買法論：シフ売買その他』岩波書店、1949年
- 『判例商法』全3巻、勁草書房、1952-55年
- 『運送法の理論と実際』勁草書房、1953年
- 『海商法』上下巻、窪田宏共著、青林書院（現代法学全書）1959-60年
- 『イギリス会社法概説』有斐閣、1962年